# Velika nagrada Alessandrie 1933
Velika nagrada Alessandrie 1933 je bila neprvenstvena dirka za Veliko nagrado v sezoni 1933. Odvijala se je 30. aprila 1933 v italijanskem mestu Alessandria, na dirkališču Circuito Pietro Bordino. Gledalci so bili prikrajšani za nov dvobij Tazia Nuvolarija in Achilla Varzija, po tistem na zadnji dirki za Veliko nagrado Monaka, ker je bil prijava slednjega zavrnjena. V dežju so dominiral dirkači moštva Scuderia Ferrari, saj so Nuvolari, Carlo Felice Trossi in Antonio Brivio dosegli trojno zmago svojega moštva. 

## Poročilo

### Pred dirko
Po premoru v prejšnji sezoni 1932 zaradi ekonomskih razlogov, se je v letošnji sezoni dirka za Veliko nagrado Alessandrie vrnila na koledar dirk. Prvotno je dirka potekala na dvaintridesetkilometrskem dirkališču po gričih Lombardije, že zadnja dirka pa je potekala na krajšem osemkilometrskem dirkališču, ki je bilo poimenovano po legendarnem italijanskem dirkaču Pietru Bordinu. Bordino je skupaj s svojim mehanikom sovoznikom, Pietrom Lasagnijem, utonil na treningu pred dirko leta 1928, ko se mu je potepuški pes zagozdil v krmilo in je s svojim Bugattijem, obrnjenim na glavo, zgrmel v reko Tanaro. Dirka je potekala v dveh preddirkah po osem krogov in finalu dolgem petnjast krogov, kamor se je uvrstilo po pet najboljših dirkačev. 

### Prijavljeni dirkači
Datum dirke se je izkazal za dokaj nesrečno izbran, saj je teden dni prej potekala dirka za Veliko nagrado Monaka, teden dni kasneje pa dirka za Veliko nagrado Tripolija, zato je bilo prijavljenih le osemindvajset dirkačev med tem, ko jih je bilo na zadnji dirki leta 1931 kar oseminpetdeset. Kar nekaj dirkačev in moštev, posebej manjših, ni bilo pripravljeno tvegati poškodbo dirkalnika pred dirko za Veliko nagrado Tripolija, ki je dirkačem ponujala zelo velike štartnine in nagrade. Med boljšimi dirkači, ki so izpustili dirko, so bili tudi Giuseppe Campari, Baconin Borzacchini in Luigi Fagioli. Poleg tega pa se še štirje prijavljeni dirkači, Henry Birkin, Albino Pratesi, Sandro Fabbri in Cavallero, niso udeležili dirke, tako da je bila štartna lista za polovico manjša od pričakovane s strani organizatorjev. 
Scuderia Ferrari je nastopila s tremi 2,6 L dirkalniki Alfa Romeo Monza, s katerimi so dirkali Nuvolari, Brivio in Trossi, s privatnimi Monzami pa so nastopili še Julio Villars, Karl Waldhausen, Paul Pietsch, Renato Balestrero in Luigi Castelbarco. Luigi Soffietti pa je nastopal s starejšim dirkalnikom Alfa Romeo 6C, ostali dirkači pa so nastopali s privatnimi Bugattiji in Maseratiji.

### Prosti treningi
O prostih treningih ni znano veliko, le da je na treningu sodeloval tudi Achille Varzi, veliko večja pozornost motošportnih novinarjev pa je bila namenjena loterijskem žrebu, ki je potekalo v soboto 29. april, dan pred dirko, v Tripoliju za tamkajšno dirko. 

### Dirka
V soboto so gledalci drli v Alessandrio, da bi si ogledali nov dvoboj med Varzijem, ki je dobil zadnje tri tukajšnje dirke, in Nuvolarijem. Razumljivo je na tribunah zavladalo veliko razočaranje, ko se je razvedelo, da je bila Varzijeva prijava zavrnjena, ker je bila poslana prepozno, kot tudi Zehenderjeva. Varzi, ki ni želel poslati prijave preden je bil prepričan o svojem nastopu, je to storil šele na dirki za Veliko nagrado Monaka pred tednom dni. Novo pravilo je določajo, da morajo biti vse prijave na italijanske dirke zdaj poslane v Rim na organizacijo RACI, Varzijeva prijava pa je zamudila zadnji rok za nekaj dni. Kljub velikemu naporu organizatorja dirke, je športna zveza pri RACI ostala neomajna in Varzi ni smel nastopiti. Gledalci so si prišli ogledati nadaljevanje dvoboja z zadnje dirke med Varzijem in Nuvolarijem, zato so bili izjemno razočarani, da eden od obeh najboljših italijanskih dirkačev zaradi tehnične podrobnosti ni smel nastopiti. Propadla sta tudi poskusa, da Varzija na dirki zamenja Giovanni Alloatti in telegram konkurenčnega moštva Scuderia Ferrari, da naj Varzi le nastopi. 
Prepozna prijava je bila v zadnjih letih že kar tradicija pri boljših dirkačih, ki je bila brez resnejših posledic. Zato so se pojavile tudi govorice, da nekdo od odgovornih Varziju ne želi še četrte zaporedne zmage. Tudi organizatorji pa so pri odgovorni zvezi posredovali šele po prostih treningih, ker bi zgodnejše posredovanje odvrnilo marsikaterega gledalca od obiska dirke. Dirkači so v preddirkah štartali glede na izžrebane štartne števile, nižja kot je bila, bolj spredaj je bil dirkač na štartni vrsti. Oba najboljša štartna položaja sta izžrebala švicarska dirkača privatnega moštva Scuderia Villars, Julio Villars in Karl Waldhausen. 

#### Preddirki
Prvo preddirko je v oblačnem vremenu začelo dvanajst dirkačev. Villars je na štartu povedel, toda kmalu je vodstvo prevzel Nuvolari, ki mu je sprva sledil Brivio, toda že po nekaj krogih ni več mogel držati tempa svojega moštvenega kolege. Nuvolari je postavil rekord dirkališča s časom 3:14,0, v drugem delu dirke pa si je lahko privoščil nekoliko počasnejše dirkanje. Zmagal je s povprečno hitrostjo 144.3 km/h, v finale pa so se uvrstili še Brivio, Carlo Castelbarco, Pietsch in Villars.
V drugi preddirki je štartalo le deset dirkačev, že pred štartom je rosilo, med dirko pa je divjala nevihta z močnimi nalivi. Na štartu je vodstvo prevzel Pietro Ghersi, ki je postavil tudi najhitrejši krog 3:20,0, toda ko so se pogoji poslabšali, so ga prehiteli Minozzi, Trossi in Valpreda. Zaradi poplavljenih cest je Minozzi zmagal s povprečno hitrostjo 118,6 km/h, kar je 26 km/h počasneje od Nuvolarijeve povprečne hitrosti. S časi krogov prek štirih minut, so se v finale uvrstili še Trossi, Valpreda, Ghersi in Luigi Premoli.

#### Finale
Premoli in Ghersi nista štartala, zato je dirkalo le osem dirkačev. Steza je bila še vedno močno razmočena in ni dovoljevala hitrejših časov, kot petdeset sekund nad rekordom dirkališča. Nuvolari je že na štartu povedel in ga držal do cilja. V predzadnjem krogu je nekoliko popustil, da ga je drugouvrščeni Trossi skoraj ujel za gledalce, toda v zadnjem krogu mu je spet ušel in zmagal štiri sekunde pred moštvenim kolegom, tretji Ferrarijev dirkač Brivio je bil tretji že z več kot tremi minutami zaostanka, ostali dirkači pa so zaostajali za krog ali več. Četrti je bil Valpreda, uvrščeni pa so bili še Minozzi, Villars, Pietsch in Castelbarco, torej vsi dirkači, ki so štartali.

## Rezultati

### Prva pred-dirka
Odebeljeni dirkači so se uvrstili v finale.
| Poz | Št | Dirkač              | Moštvo           | Dirkalnik          | Krogi | Čas/Odstop | Št. m. |
| --- | -- | ------------------- | ---------------- | ------------------ | ----- | ---------- | ------ |
| 1   | 14 | Tazio Nuvolari      | Scuderia Ferrari | Alfa Romeo Monza   | 8     | 26:37,0    | 4      |
| 2   | 10 | Antonio Brivio      | Scuderia Ferrari | Alfa Romeo Monza   | 8     | 26:43,8    | 3      |
| 3   | 34 | Luigi Castelbarco   | Privatnik        | Alfa Romeo Monza   | 8     | 27:50,8    | 9      |
| 4   | 38 | Paul Pietsch        | Privatnik        | Alfa Romeo Monza   | 8     | 29:08,4    | 10     |
| 5   | 2  | Julio Villars       | Scuderia Villars | Alfa Romeo Monza   | 8     | 29:18,0    | 1      |
| 6   | 18 | Renato Balestrero   | Privatnik        | Alfa Romeo Monza   | 8     | 29:35,0    | 5      |
| 7   | 6  | Ferdinando Barbieri | Privatnik        | Maserati 26C       | 8     | 30:03,4    | 2      |
| 8   | 50 | »Nicolotti«         | Privatnik        | Maserati 26        | 8     | 30:15,4    | 12     |
| 9   | 22 | Francesco Matrullo  | Privatnik        | Maserati 4CM       | 8     | 32:51,6    | 6      |
| 10  | 30 | Vittorio Orsini     | Privatnik        | Maserati 26C       | 8     | 34:28,0    | 8      |
| Ods | 42 | Giovanni Alloatti   | Privatnik        | Bugatti T51        | 4     | Trčenje    | 11     |
| Ods | 26 | Luciano Uboldi      | Privatnik        | Maserati 4CTR-1100 | 0     |            | 7      |

- Najboljši štartni položaj: Julio Villars
- Najhitrejši krog: Tazio Nuvolari 3:14,0

### Druga pred-dirka
Odebeljeni dirkači so se uvrstili v finale.
| Poz | Št | Dirkač              | Moštvo                   | Dirkalnik          | Krogi | Čas/Odstop | Št. m. |
| --- | -- | ------------------- | ------------------------ | ------------------ | ----- | ---------- | ------ |
| 1   | 44 | Giovanni Minozzi    | Privatnik                | Bugatti T35B       | 8     | 32:22,2    | 9      |
| 2   | 16 | Carlo Felice Trossi | Scuderia Ferrari         | Alfa Romeo Monza   | 8     | 32:23,6    | 4      |
| 3   | 20 | Federico Valpreda   | Privatnik                | Maserati 26M       | 8     | 32:55,0    | 5      |
| 4   | 8  | Pietro Ghersi       | Scuderia Capredoni       | Bugatti T51        | 8     | 33:47,6    | 2      |
| 5   | 24 | Luigi Premoli       | Premoli Bugatti Maserati | PBM                | 8     | 34:21,0    | 6      |
| 6   | 28 | Guido Landi         | Privatnik                | Maserati 4CM       | 8     | 34:27,6    | 7      |
| 7   | 12 | Luigi Soffietti     | Privatnik                | Alfa Romeo 6C-1750 | 8     | 35:38,6    | 3      |
| Ods | 48 | Giuseppe Furmanik   | Privatnik                | Maserati 4CM       | 5     |            | 10     |
| Ods | 32 | Secondo Corsi       | Privatnik                | Maserati 26C       | 5     |            | 8      |
| Ods | 4  | Karl Waldhausen     | Scuderia Villars         | Alfa Romeo Monza   | 2     |            | 1      |

- Najboljši štartni položaj: Karl Waldhausen
- Najhitrejši krog: Pietro Ghersi 3:20,0

### Niso štartali (DNS) ali se udeležili dirke (DNA)
Navedeni so posebej, ker ni znano, v kateri od preddirk bi naj nastopili.
| Št | Dirkač            | Moštvo    | Dirkalnik        | Razlog           |
| -- | ----------------- | --------- | ---------------- | ---------------- |
| 36 | Henry Birkin      | Privatnik | Alfa Romeo Monza |                  |
| 40 | Albino Pratesi    | Privatnik | Talbot 700       |                  |
| 46 | Sandro Fabbri     | Privatnik | Maserati 26      |                  |
| 52 | Goffredo Zehender | Privatnik | Maserati 8CM     | Prepozna prijava |
| 54 | Cavallero         | Privatnik | Alfa Romeo Monza |                  |
| 56 | Achille Varzi     | Privatnik | Bugatti T51      | Prepozna prijava |

### Finale
| Poz | Št | Dirkač              | Moštvo                   | Dirkalnik        | Krogi | Čas/Odstop |
| --- | -- | ------------------- | ------------------------ | ---------------- | ----- | ---------- |
| 1   | 14 | Tazio Nuvolari      | Scuderia Ferrari         | Alfa Romeo Monza | 15    | 1:02:21,4  |
| 2   | 16 | Carlo Felice Trossi | Scuderia Ferrari         | Alfa Romeo Monza | 15    | 1:02:25,4  |
| 3   | 10 | Antonio Brivio      | Scuderia Ferrari         | Alfa Romeo Monza | 15    | 1:05:41,2  |
| 4   | 20 | Federico Valpreda   | Privatnik                | Maserati 26M     | 15    | 1:09:08,8  |
| 5   | 4  | Giovanni Minozzi    | Privatnik                | Bugatti T35B     | 15    | 1:09:53,4  |
| 6   | 2  | Julio Villars       | Scuderia Villars         | Alfa Romeo Monza | 15    | 1:13:55,4  |
| 7   | 38 | Paul Pietsch        | Privatnik                | Alfa Romeo Monza | 15    | 1:14:13,0  |
| 8   | 34 | Luigi Castelbarco   | Privatnik                | Alfa Romeo Monza | 15    | 1:16:17,2  |
| DNS | 24 | Luigi Premoli       | Premoli Bugatti Maserati | PBM              |       |            |
| DNS | 8  | Pietro Ghersi       | Scuderia Capredoni       | Bugatti T51      |       |            |